# 庵原郡
庵原郡（日语：／ Ihara gun */?）為過去位於日本靜岡縣的郡。已於2008年11月1日因無管轄町村而廢除。
廢除前管轄有以下2町：
- 富士川町
- 由比町